# Sherwood Anderson
Sherwood Anderson (13 de setembro de 1876 – 8 de março de 1941) foi um escritor norte-americano, principalmente de contos.

## Vida
Nasceu em Camden, Ohio, o terceiro filho de Erwin M. Anderson e Emma S. Anderson. Depois que os negócios do pai faliram, eles foram forçados a se mudar frequentemente. As dificuldades da família levaram ao pai de Anderson ao alcoolismo, enquanto a mãe morre em 1895. Parcialmente por causa disso, Anderson ficou motivado a fazer bicos (ou biscates), para ajudar a família.
Ele se mudou para Chicago, Illinois perto da casa de seu irmão Clyde. Ele fez trabalhos braçais até a virada do século, quando se alistou no exército e participou na Guerra Hispano-americana em Cuba. Após a guerra, ele trabalhou com seu irmão numa editora em Springfield, Ohio. Anderson estudou na Wittenburg Academy. Eventualmente, ele mantém o emprego de copywriter em Chicago, onde ele foi bem-sucedido. Em 1904, ele se casa com Cornelia Lane, filha de uma rica família de Ohio.
Foi pai de 3 filhos e se muda para Cleveland, Ohio onde ele monta um serviço de entregas e uma firma de pintura. Porém, em novembro de 1912, ele "desaparece" voltando 4 dias depois um lapso nervoso. Ele descreve isso como "uma escapada de sua existência material", que gerou elogios de seus colegas escritores, que usaram sua "coragem" como um exemplo. Ele volta para Chicago, trabalhando de novo numa editora e agência de propaganda.

## Obras

### Romances
- Windy McPherson's Son (1916)
- Marching Men (1917)
- Poor White (1920)
- Many Marriages (1923)
- Dark Laughter (1925)
- Tar: A Midwest Childhood (1926, romance semi-autobiográfico)
- Alice and The Lost Novel (1929)
- Beyond Desire (1932)
- Kit Brandon: A Portrait (1936)

### Contos
- Winesburg, Ohio (1919)
- The Triumph of the Egg: A Book of Impressions From American Life in Tales and Poems (1921)
- Horses and Men (1923)
- Death in the Woods and Other Stories (1933)

### Poesia
- Mid-American Chants (1918)
- A New Testament (1927)

### Teatro
- Plays, Winesburg and Others (1937)

### Não-ficção
- A Story Teller's Story (1924, memórias)
- The Modern Writer (1925, essays)
- Sherwood Anderson's Notebook (1926, memórias)
- Hello Towns! (1929, coleção de artigos de jornais)
- Nearer the Grass Roots (1929, ensaios)
- The American County Fair (1930, ensaios)
- Perhaps Women (1931, ensaios)
- No Swank (1934, ensaios)
- Puzzled America (1935, ensaios)
- A Writer's Conception of Realism (1939, ensaios)
- Home Town (1940, fotografias e comentários)

### Publicações póstumas
- Sherwood Anderson's Memoirs (1942)
- The Sherwood Anderson Reader, editado por Paul Rosenfeld (1947)
- The Portable Sherwood Anderson, editado por Horace Gregory (1949)
- Letters of Sherwood Anderson, editado por Howard Mumford Jones e Walter B. Rideout (1953)
- Sherwood Anderson: Short Stories, editado por Maxwell Geismar (1962)
- Return to Winesburg: Selections from Four Years of Writing for a Country Newspaper, editado por Ray Lewis White (1967)
- The Buck Fever Papers, editado por Welford Dunaway Taylor (1971, coleção de artigos de jornais)
- Sherwood Anderson and Gertrude Stein: Correspondence and Personal Essays, editado por Ray Lewis White (1972)
- The Writer's Book, editado por Martha Mulroy Curry (1975, trabalhos não publicados)
- France and Sherwood Anderson: Paris Notebook, 1921, editado por Michael Fanning (1976)
- Sherwood Anderson: The Writer at His Craft, editado por Jack Salzman, David D. Anderson, e Kichinosuke Ohashi (1979)
- A Teller's Tales, seleccionado e introduzido por Frank Gado (1983)
- Sherwood Anderson: Selected Letters: 1916–1933, editado por Charles E. Modlin (1984)
- Letters to Bab: Sherwood Anderson to Marietta D. Finely, 1916–1933, editado por William A. Sutton (1985)
- The Sherwood Anderson Diaries, 1936–1941, editado por Hilbert H. Campbell (1987)
- Sherwood Anderson: Early Writings, editado por Ray Lewis White (1989)
- Sherwood Anderson's Love Letters to Eleanor Copenhaver Anderson, editado por Charles E. Modlin (1989)
- Sherwood Anderson's Secret Love Letters, editado por Ray Lewis White (1991)
- Certain Things Last: The Selected Stories of Sherwood Anderson, editado por Charles E. Modlin (1992)
- Southern Odyssey: Selected Writings by Sherwood Anderson, editado por Welford Dunaway Taylor e Charles E. Modlin (1997)
- The Egg and Other Stories, editado com uma introdução de Charles E. Modlin (1998)
- Collected Stories, editado por Charles Baxter (2012)